# Rob van Hattum
Rob (Robertus Vitus Maria) van Hattum (Hilversum, 1 september 1955) is een Nederlands wetenschapsjournalist, regisseur, programmamaker, presentator en voormalig inhoudelijk directeur van NEMO Science Museum. Rob maakt documentaires over duurzaamheid, energie en de relatie tussen het menselijk lichaam en technologie. Voor de publieke omroep maakte hij onder andere de programma's Nova, Noorderlicht, de Nationale Wetenschapsquiz, Labyrint en The Mind of the Universe (met Robbert Dijkgraaf), Grote Vragen en Tegenlicht.

## Carrière
Bij de KRO begon Rob met het regisseren van Rauhfaser, het maken van programma's voor Schoolradio en maakte 19981 onder eindredactie van Hans Wijnants zijn eerste radiodocumentaire Brandend Water over de mogelijkheden van Waterstof als energiedrager. Bij de KRO was hij verder regisseur en programmamaker bij de programma's Echo, De Wereld op Donderdag, Brandpunt, Brandpunt in de Markt en Zeker Weten. In 1987 stapte hij over naar het televisieprogramma Horizon van de NOS en werd daar in 1988 eindredacteur van QWERTY een programma over de snelle ontwikkeling van de personal computer. In 1989 werd hij redacteur/verslaggever wetenschap en technologie bij NOS-Laat, het latere NOVA.
In 1994 stapte hij als regisseur over naar over naar de VPRO om daar korte documentaires te maken voor het wetenschapsprogramma Noorderlicht. Een jaar later werd hij eindredacteur van het programma en van de Nationale Wetenschapsquiz. Van 2009 tot 2014 heeft hij samen met Lottie Hellingman de presentatie van de Nationale Wetenschapsquiz op zich genomen. Vanaf 2013 presenteert van Hattum deze quiz ook jaarlijks meermaals op Lowlands festival in Biddinghuizen.
In 2003 begon van Hattum als regisseur bij Tegenlicht en maakte daar tot 2022 een aantal spraakmakende documentaires voor het programma. Zijn programma Afval is voedsel introduceerde het Cradle to Cradle concept in Nederland en ontketende een ware revolutie in het denken over duurzaamheid en circulariteit. Zijn documentaire Here Comes The Sun in 2008 – over de belangrijke rol die de zon kan spelen in onze energiehuishouding – leidde tot Kamervragen. Zijn meest recente documentaires waren Deltaplan Waterstof, Vleeskwekers, De race om de superbatterij, De boer van de Toekomst, Mobiliteit van Morgen en Welkom in het Symbioceen. Tussen 2010 en 2020 maakte hij verschillende wetenschapsseries zoals Klimaatjagers (met Bernice Notenboom), Labyrint en Grote Vragen.
Naast zijn werkzaamheden voor de VPRO was Rob van Hattum sinds 2000 betrokken bij het opzetten van NEMO Science Museum. Tot 2018 was hij inhoudelijk directeur en later tot 2022 Chief Science Officer. Met zijn programma’s won hij verschillende nationale en internationale prijzen. In 2012  kreeg hij van NWO en de KNAW de Eurekaprijs voor zijn gehele oeuvre. In 2022 ging hij zowel bij de VPRO en NEMO met pensioen. Sindsdien werkt hij onder andere samen met het Nationaalbureau voor Toerisme en Congressen (NBTC) en de RVO aan het opzetten van New Dutch, een beweging die Nederland een modern en innovatief imago in het buitenland moet geven. Daarnaast heeft hij verschillende advies functies bij het Evoluon, Rathenau instituut, Max Planck Instituut en InScience International Film Festival.
- International Standard Name Identifier: 0000 0003 9097 3457
- Library of Congress Control Number: no2007121516
- Nationale Bibliotheek van Israël: 987007381209805171
- Nederlandse Thesaurus van Auteursnamen: 070222347
- Virtual International Authority File: 284734352